# Hünger
Hünger ist ein ländlicher Ort und Stadtteil in Wermelskirchen in Nordrhein-Westfalen.

## Geographie
Das Dorf liegt auf circa 290 m ü. NN. Es liegt an der Straße, die Wermelskirchen mit Burg an der Wupper verbindet und befindet sich im Naturpark Bergisches Land. Vom Kreuzweg hinter der Grundschule Hünger sind bei gutem Wetter der Kölner Dom und das Siebengebirge zu sehen.

## Geschichte

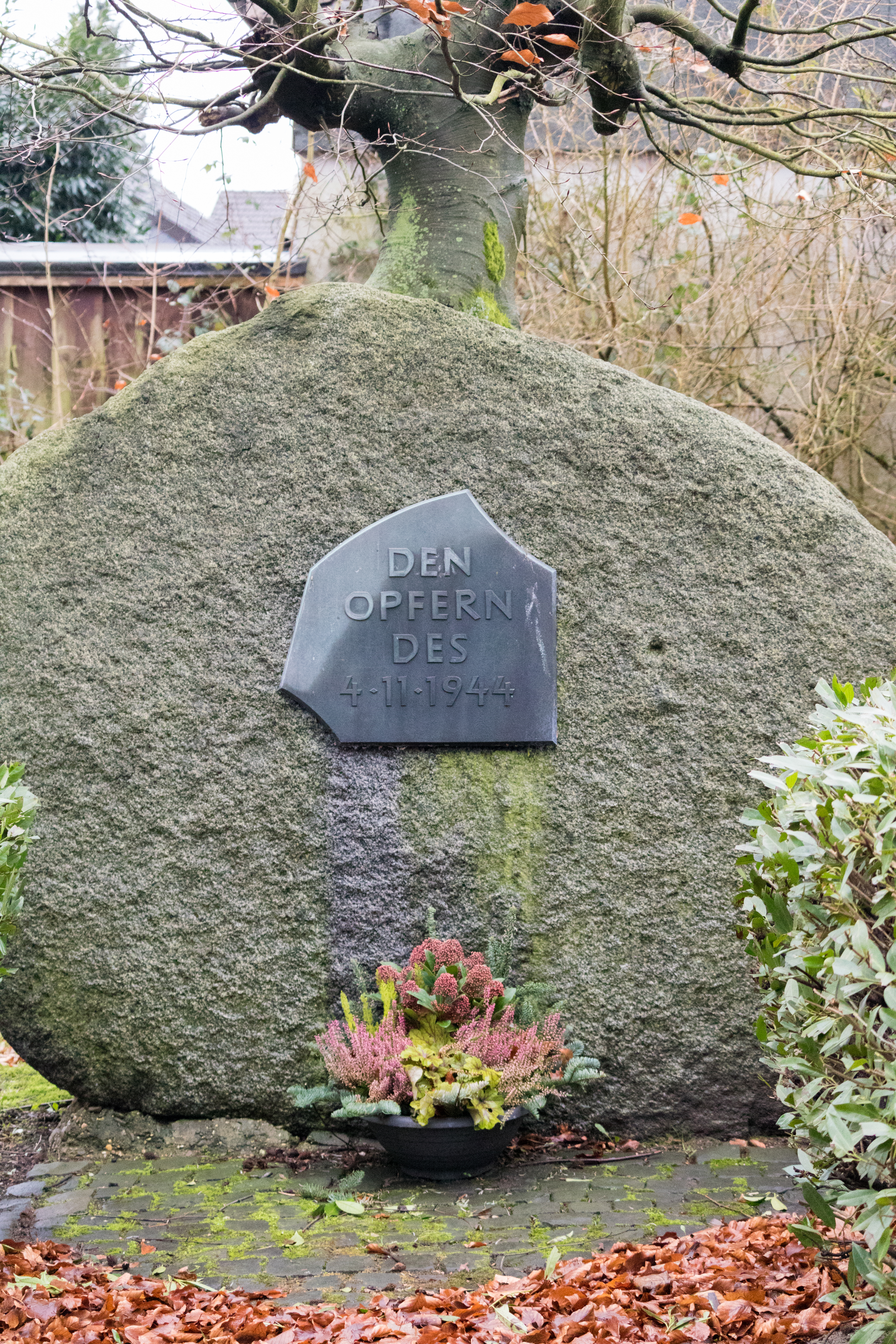
Mahnmal zum Luftangriff des 4. November 1944

Im Zweiten Weltkrieg wurden bei einem Fliegerangriff am 4. November 1944 mehrere Familien in Hünger getötet. Insgesamt kamen bei diesem Angriff 66 Menschen ums Leben, darunter 24 Soldaten. 22 Soldaten wurden in den Trümmern der Hünger Schule verschüttet, welche von einer Luftmine getroffen wurde. 44 Gebäude und zwei Schulen wurden völlig zerstört, 122 Gebäude schwer beschädigt, das Kirchenschiff schwer getroffen. Ein Mahnmal, welches im November 1957 eingeweiht wurde, erinnert an die Opfer.

## Kultur und Sehenswürdigkeiten

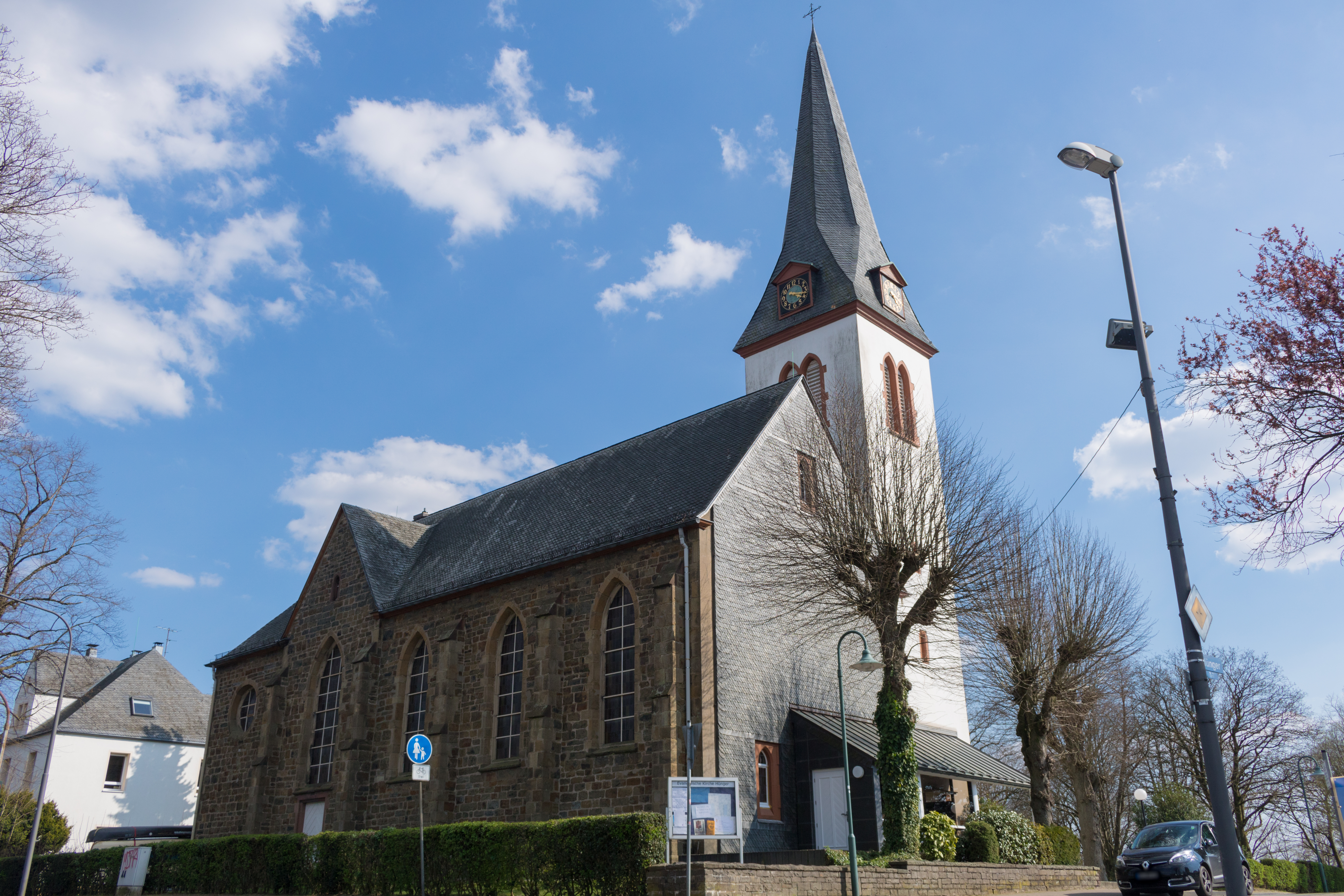
Evangelische Kirche Hünger im April 2020

Im Mittelpunkt des Dorfes steht die Kirche Hünger, die am 4. Oktober 1899 geweiht wurde. Damit wurde dieser Standort Mittelpunkt einer neu eingerichteten Pfarrstelle, welche die Schulbezirke Stolzenberg und Hünger, die Höfe Pohlhausen und Ostringhausen und das Eschbachtal umfasste. Der erste Pfarrer des neuen Bezirks war Rudolf Quack.
Der Friedhof liegt in unmittelbarer Nähe der evangelischen Kirche Hünger. Er ist mit einer Fläche von 1,02 ha der kleinste städtische Friedhof. Durch die Lage des Friedhofs erkennt man die frühere Zugehörigkeit zu der evangelischen Kirchengemeinde. Trauerfeiern werden auch heute noch in der Kirche Hünger abgehalten. Die ersten Bestattungen fanden hier um das Jahr 1900 statt.

## Verkehrsanbindung
Hünger ist über die Bundesautobahn 1 zu erreichen oder über die Buslinie 266 Wermelskirchen - Burger Bahnhof.

## Vereine
Der CVJM Hünger bietet Jungscharfreizeiten und auch viele Aktivitäten unter der Woche an.
Seit 1970 besteht die freie Theatergruppe „Laienspiel Hünger“.